# ありがとうのうた
「ありがとうのうた」は、V6の25枚目のシングル。2004年3月24日にavex traxから発売された。

## 解説
V6のシングルでは初めてDVDが付いた作品（ただし、DVDは初回限定盤ではなく「DVD+CD盤」に付属）。コピーコントロールCDで初回限定盤（CD+特典）、DVD＋CD盤（CD+DVD）、通常盤（CD）の3形態がリリースされた。
通常盤のみ特殊歌詞カード仕様で、メンバーが歌詞の一部を書いた直筆シートを付属。
オリコンチャートにて3作連続、通算14作目の1位を獲得。
V6のシングル表題曲がひらがなだけなのは、本作が初である。

## 収録曲

### CD
1. ありがとうのうた [4:05]
作詞： 阿閉真琴・佐原けいこ・ZOOCO・A.S.Z.project
作曲：日比野元気
編曲：K-Muto
  - 河合塾「大学受験科」CMソング
  - TBS系『学校へ行こう!』テーマソング

ファンへの感謝の気持ちを届けるために作られた楽曲。
メンバー全員にソロパートがあり、サビ以外はソロパートで繋いでいる。
2. Junk trap [4:17]
作詞：六ツ見純代
作曲：浅田直
編曲：鈴木雅也
3. ありがとうのうた（カラオケ）
通常盤のみ収録。

### DVD
※DVD+CD盤のみ
1. 「ありがとうのうた」MUSIC VIDEO（副音声：カラオケ 字幕ON：歌詞テロップ）

## 収録アルバム
- 『musicmind』（#1）
  - 初回限定盤Bにはアルバムバージョンも収録されている。
- 『Very best II』（#1）
- 『SUPER Very best』（#1）
- 『Very6 BEST』（#1）
  - あなたの名前入りスペシャル盤のみ収録。